# کتیبه هخامنشی جزیره خارک
کتیبه هخامنشی جزیره خارک اثری با اصالت مشکوک و منتسب به دوره هخامنشی است و در شهرستان بوشهر، بخش خارک، شهر خارک در جبهه شمالی، ۵۰۰ متری سه تانکی شرکت نفت واقع شده و این اثر در تاریخ ۲۵ آبان ۱۳۸۷ با شمارهٔ ثبت ۲۳۶۵۴ به‌عنوان یکی از آثار ملی ایران به ثبت رسیده است.
سایت خبری تابناک در گزاری اعلام کرد که این اثر هخامنشی تخریب گردیده است.